# 禽肝炎病毒属
禽肝炎病毒属（学名：Avihepatovirus）是微小核糖核酸病毒科下的一个属。

## 下属物种
本属包括以下物种：
- 鴨甲型肝炎病毒 Duck hepatitis A virus